# Wadim Matrosow
Wadim Aleksandrowicz Matrosow (ros. Вади́м Алекса́ндрович Матро́сов, ur. 30 września?/13 października 1917 we wsi Bochot w guberni smoleńskiej, zm. 6 marca 1999 w Moskwie) – radziecki dowódca wojskowy, generał armii, Bohater Związku Radzieckiego (1982).

## Życiorys
Po ukończeniu w 1936 szkoły średniej studiował w Moskiewskim Instytucie Inżynieryjno-Budowlanym im. Kujbyszewa, w czerwcu 1938 powołany do służby wojskowej, wcielony do Wojsk Pogranicznych NKWD, strzelec w 4 Strażnicy Pogranicznej 44 Lenkorańskiego Oddziału Pogranicznego (Azerbejdżańska SRR) przy granicy z Iranem. 
Po napaści Niemiec na ZSRR w 1941 skierowany na kursy młodszych popruczników przy Wyższej Szkole Pogranicznej NKWD ZSRR w Moskwie, w październiku 1941 z powodu katastrofalnej sytuacji na froncie skierowany na Front Zachodni, w rejon Możajska, po odesłaniu do szkoły pogranicznej NKWD ukończył kursy w marcu 1942. Później walczył na Froncie Karelskim - zastępca dowódcy kompanii piechoty ds. wywiadu i zastępca dowódcy batalionu ds. wywiadu, 73 Pogranicznego Pułku Wojsk NKWD ochrony tyłów Frontu Karelskiego. Wykonywał zadania ochrony tyłów frontu, walki z niemieckimi i fińskimi grupami dywersyjnymi w rejonie Kolei Kirowskiej, osobiście uczestniczył w 10 akcjach wywiadowczych na głębokich tyłach fińskich wojsk, kierował niszczeniem grup dywersyjno-wywiadowczych przeciwnika, 1944 brał udział w operacji wyborsko-pietrozawodzkiej. Po zakończeniu walk w Karelii wysłany na Daleką Północ, gdzie uczestniczył w operacji petsamsko-kirkeneskiej. Został odznaczony za udział w walkach. 1944 przyjęty do WKP(b). Od końca 1944 służył w oddziale wywiadowczym Karelo-Fińskiego oddziału pogranicznego, 1948 ukończył kursy doskonalenia korpusu oficerskiego wojsk pogranicznych w Moskwie, po czym służył w Głównym Zarządzie Wojsk Pogranicznych w Moskwie. 1955 ukończył Akademię Wojskowo-Prawniczą, a 1959 wyższe kursy akademickie przy Akademii Sztabu Generalnego Sił Zbrojnych ZSRR im. K. Woroszyłowa w Moskwie. Od 1959 szef sztabu Zarządu Wojsk Pogranicznych Północnego Okręgu Pogranicznego, od 1961 szef 2 (Wywiadowczego) Wydziału Sztabu Głównego Zarządu Wojsk Pogranicznych KGB przy Radzie Ministrów ZSRR, 14 maja 1962 mianowany generałem majorem. Od 1963 szef Wojsk Pogranicznych Zakaukaskiego Okręgu Pogranicznego, od 1967 szef sztabu Głównego Zarządu Wojsk Pogranicznych KGB - I zastępca szefa Wojsk Pogranicznych KGB, od 27 października 1967 w stopniu generała porucznika. Od grudnia 1972 szef Głównego Zarządu Wojsk Pogranicznych - szef Wojsk Pogranicznych KGB ZSRR. 23 kwietnia 1974 mianowany generałem pułkownikiem, a 13 grudnia 1978 generałem armii. Od 4 lutego 1984 do 28 grudnia 1989 zastępca przewodniczącego KGB - szef Wojsk Pogranicznych KGB. 1966-1970 deputowany do Rady Najwyższej ZSRR 7 kadencji, później deputowany do Rady Najwyższej Rosyjskiej FSRR od 9 do 11 kadencji. 26 lutego 1982 otrzymał tytuł Bohatera Związku Radzieckiego „za wielkie zasługi w dziele ochrony granic państwowych ZSRR”. Brał aktywny udział w kierowaniu działaniami bojowymi pograniczników KGB w północnych rejonach Afganistanu podczas wojny w Afganistanie. Od grudnia 1989 wojskowy inspektor-doradca Grupy Generalnych Inspektorów Ministerstwa Obrony ZSRR, od 1992 na emeryturze.

## Odznaczenia
- Złota Gwiazda Bohatera ZSRR (26 lutego 1982)
- Order Lenina (trzykrotnie)
- Order Rewolucji Październikowej
- Order Czerwonego Sztandaru (dwukrotnie)
- Order Wojny Ojczyźnianej I klasy
- Order Czerwonej Gwiazdy (trzykrotnie)
- Order „Za służbę Ojczyźnie w Siłach Zbrojnych ZSRR” III klasy
- Medal „Za zasługi bojowe”
- Medal Żukowa
- Medal 100-lecia urodzin Lenina
- Medal „Za wyróżnienie w ochronie granic państwowych ZSRR”
- Medal „Za wybitną służbę w ochronie porządku publicznego”
- Medal „Za obronę Moskwy”
- Medal „Za obronę Radzieckiego Obszaru Podbiegunowego”
- Medal „Za zwycięstwo nad Niemcami w Wielkiej Wojnie Ojczyźnianej 1941–1945”
- Medal jubileuszowy „Dwudziestolecia zwycięstwa w Wielkiej Wojnie Ojczyźnianej 1941–1945”
- Medal jubileuszowy „Trzydziestolecia zwycięstwa w Wielkiej Wojnie Ojczyźnianej 1941–1945”
- Medal jubileuszowy „Czterdziestolecia zwycięstwa w Wielkiej Wojnie Ojczyźnianej 1941–1945”
- Medal jubileuszowy „50-lecia zwycięstwa w Wielkiej Wojnie Ojczyźnianej 1941–1945”
- Medal Jubileuszowy 300-lecia Rosyjskiej Floty
- Medal 850-lecia Moskwy
- Medal „Weteran Sił Zbrojnych ZSRR”
- Medal „Za Umacnianie Braterstwa Broni”
- Medal jubileuszowy „30 lat Armii Radzieckiej i Floty”
- Medal jubileuszowy „40 lat Sił Zbrojnych ZSRR”
- Medal jubileuszowy „50 lat Sił Zbrojnych ZSRR”
- Medal jubileuszowy „60 lat Sił Zbrojnych ZSRR”
- Medal jubileuszowy „70 lat Sił Zbrojnych ZSRR”
- Medal jubileuszowy „50 lat radzieckiej milicji”
- Medal „Za nienaganną służbę” I klasy
- Odznaka „Zasłużony Pogranicznik Federacji Rosyjskiej” (28 maja 1996)

ordery i medale zagraniczne.